# Ramón Medel
Ramón Medel (f. 1877) fue un actor, dramaturgo, crítico teatral, escritor y pintor español del siglo XIX.

## Biografía
En 1865 presentó al Ayuntamiento de Valencia una colección de láminas representando el pendón del Cid, el del rey Don Jaime, los escudos de armas de la ciudad, los de los caballeros que acompañaron al rey a la conquista, los de todas las poblaciones importantes de la provincia, los de las provincias inmediatas, arzobispos de la diócesis y títulos más notables. Fue autor de un Manual del teatro ó enciclopedia teatral. Actor y autor dramático, arqueólogo, pintor heráldico, escritor didáctico en asuntos teatrales, murió pobre en Madrid el 9 de abril de 1877.